# Albertus Magnus
Albertus Magnus (Lauingen, Zwaben, ca. 1200 – Keulen, 15 november 1280) is een heilige in de  Rooms-Katholieke Kerk. Hij was een Duitse filosoof, theoloog en wetenschapper. 
Albertus Magnus kreeg de bijnaam Doctor Universalis genoemd als erkenning voor zijn grote kennis op alle wetenschapsgebieden.

## Levensloop
Albertus werd enige tijd vóór 1200 in Lauingen geboren; zijn precieze geboortedatum is onbekend. Hij was de oudste zoon van Markward von Lauingen, die mogelijk deel uitmaakte van de lagere dienstadel van Hohenstaufen. Over Albertus' vroegste jeugd is niet veel bekend. 
Hij ging naar de universiteit van Padua om de vrije kunsten te studeren. Hij trad hier in 1223 in bij de Dominicaner Orde, na onder de indruk te zijn geweest van de preken van Jordanus van Saksen, de opvolger van de stichter van de orde (Dominicus Guzman). In Padua en in Bologna vervolgde hij zijn theologiestudie. Vanaf 1228 gaf hij in de kloosters van Regensburg, Freiburg, Straatsburg, Hildesheim en Keulen onderwijs in de theologie. De communiteit van Keulen stuurde Albertus in 1243-1244 naar Parijs, waar hij kennismaakte met het gedachtegoed van Aristoteles en Averroes. In 1247 behaalde hij daar de graad van magister in de theologie en doceerde met veel succes. Onder zijn gehoor was zijn medebroeder Thomas van Aquino, die Albertus in 1248 naar Keulen volgde, waar Albertus de leiding kreeg van het nieuwe Studium Generale van de Dominicanen.
In Keulen doceerde hij vooral de filosofische en natuurwetenschappelijke werken van Aristoteles. Aldus gaf hij aan deze stad de reputatie een centrum van wetenschap te zijn. 
Tussen 1254 en 1257 was Albertus provinciaal van de Duitse provincie der Dominicanen. In deze tijd hield hij zich onder andere bezig met de verdediging van de Dominicanen tegen de aanvallen van de Parijse Theologische Faculteit en de fouten in het werk van de Berberse filosoof Averroes. Albertus was een vaardig bemiddelaar bij geschillen. Er zijn twintig geschillen bekend waarin hij zich in die rol opwierp. Drie conflicten tussen de stad Keulen en de aartsbisschop van Keulen beslechtte hij met succes. Paus Alexander IV riep Albertus in 1256 naar Rome om bij een geschil op te treden en benoemde hem in 1260 tot bisschop van Regensburg. Dit ambt behaagde Albertus niet, maar hij reorganiseerde de stedelijke instituties (in feite richtte hij iets op wat lijkt op een moderne bureaucratie). Toen hij dat op orde had en nadat paus Urbanus VI aangetreden was, vroeg hij in 1262 om ontslag. De paus verleende dit en gaf hem de opdracht Duitsland en Bohemen op te roepen tot het houden van een kruistocht (de Achtste Kruistocht).
Tussen 1264 en 1267 woonde en doceerde Albertus in de steden Würzburg en Straatsburg. In 1270 keerde hij definitief terug naar Keulen in het klooster van de Dominicanen, waar hij de laatste jaren van zijn leven vooral wijdde aan onderricht en studie. In 1274 nam hij deel aan het Tweede concilie van Lyon. Na de dood van zijn oud-leerling Thomas van Aquino op 12 maart 1274 verdedigde hij diens werk tegen critici.

## Verering
Zijn stoffelijke resten bevinden zich in de crypte van de Sint-Andreaskerk in Keulen. Ook de Heilig Grafkapel van de Stevenskerk in Nijmegen herbergt tegenwoordig nog een reliek van hem.
In 1622 werd Albertus door paus Gregorius XV zalig verklaard. De heiligverklaring vond plaats op 16 december 1931 door paus Pius XI. Deze paus benoemde hem tegelijk tot kerkleraar en patroonheilige van de wetenschap.

## Werken
Het is niet eenvoudig om een lijst van Albertus' werken te geven. Al in de late middeleeuwen verschenen er werken onder zijn naam, die echter niet daadwerkelijk van zijn hand zijn. De moderne editie van zijn werken zal zo'n zeventig delen beslaan.

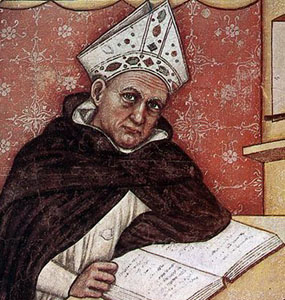
Albertus Magnus, fresco van Tommaso da Modena, Treviso, Italië (1352)
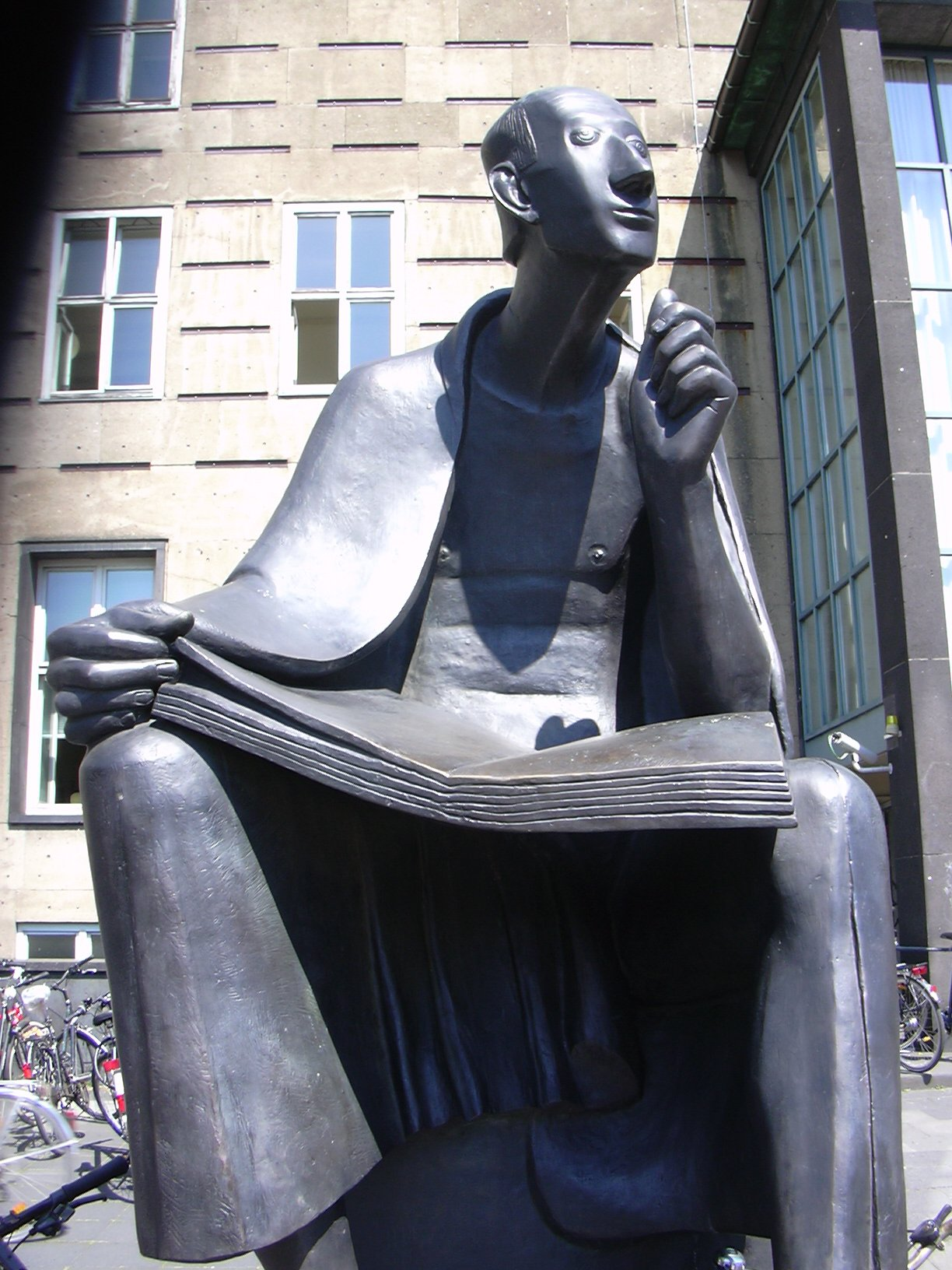
Albertus Magnus-gedenkteken aan de Universiteit Keulen

## Trivia
- De Nederlandse studentenvereniging RKSV Albertus Magnus, opgericht in 1896, is naar hem vernoemd.

- Bibsys: 3116991
- Biblioteca Nacional de Chile: 000087102
- Biblioteca Nacional de España: XX873831
- Bibliothèque nationale de France: cb12030001d (data)
- Catàleg d'autoritats de noms i títols de Catalunya: 981058523308906706
- CiNii: DA01229936
- Digitale Bibliotheek voor de Nederlandse Letteren: magn014
- Gemeinsame Normdatei: 118637649
- Historisch woordenboek van Zwitserland: 012458
- International Standard Name Identifier: 0000 0001 0922 6821
- Library of Congress Control Number: n81007973
- Nationale Bibliotheek van Letland: 000106919
- Bibliotheek van het Japanse parlement: 00519484
- Nationale Bibliotheek van Tsjechië: nlk20000078394
- Nationale bibliotheek van Australië: 35002648
- Nationale Bibliotheek van Israël: 987007257523905171
- Nationale Bibliotheek van Polen: a0000002685819
- Nationale en Universitaire bibliotheek Zagreb: 000042959
- Nederlandse Thesaurus van Auteursnamen: 108839184
- Réseau des bibliothèques de Suisse occidentale: 02-A000005302
- Istituto Centrale per il Catalogo Unico: CFIV043395
- LIBRIS: 175075
- Système universitaire de documentation: 028471040
- Trove: 785443
- Union List of Artist Names: 500330855
- Virtual International Authority File: 88125532
- WorldCat: E39PCjGMRcMxpKBxFQkHTPYhgX

Zie ook: Oosterse filosofie · Antieke filosofie · Moderne filosofie · Postmoderne filosofie · Portaal filosofie
Albertus de Grote · Alfonsus van Liguori · Ambrosius van Milaan · Anselmus van Canterbury · Antonius van Padua · Athanasius van Alexandrië · Augustinus van Hippo · Basilius de Grote · Beda Venerabilis · Bernardus van Clairvaux · Bonaventura van Bagnoregio · Catharina van Siena · Cyrillus van Alexandrië · Cyrillus van Jeruzalem · Efrem de Syriër · Franciscus van Sales · Gregorius de Grote · Gregorius van Narek · Gregorius van Nazianze · Hiëronymus van Stridon · Hilarius van Poitiers · Hildegard van Bingen · Ireneüs van Lyon · Isidorus van Sevilla · Johannes Chrysostomus · Johannes Damascenus · Johannes van het Kruis · Laurentius van Brindisi · Leo de Grote · Petrus Canisius · Petrus Chrysologus · Petrus Damiani · Robertus Bellarminus · Theresia van Ávila · Theresia van Lisieux · Thomas van Aquino